# Kosavë
Kosavë (serb. Косовце, Kosovce) – wieś w Kosowie, w regionie Prizren, w gminie Dragaš. W 2011 roku liczyła 905 mieszkańców. 